# Wu Yajun
Wu Yajun (cinese semplificato: 吴亚军; pinyin:Wú yàjūn; 1964) è un'imprenditrice cinese.
Fondatrice, presidente e CEO della Longforproperties. Nel 2012 ha avuto il titolo di donna più ricca e quinta persona più ricca della Cina. Perse tale posizione nell'anno successivo per via del suo divorzio dal marito Cai Kui, rimanendo tuttavia seconda donna più ricca della Cina.
È al 299º posto nella lista degli uomini più ricchi al mondo della Forbes nel marzo 2013 e rientra inoltre nella lista delle 50 donne più potenti al mondo della stessa rivista, con un patrimonio totale di 4,4 miliardi di dollari statunitensi. Fa inoltre parte del Congresso nazionale del popolo cinese.

## Biografia
Wu (cognome) nacque a Chongqing nel 1964, in una famiglia ordinaria. Si laureò nella facoltà di ingegneria della navigazione alla Northwestern Polytechnical University (西北工业大学) nel 1984. Dal 1984 al 1988 lavorò alla Qianwei Meter Factory. Dal 1988 al 1993 lavorò come giornalista ed editrice alla China Shirong News Agency. Durante quel periodo il giornale era controllato dall'ufficio costruzioni del governo municipale di Chongqing, permettendole di creare connessioni importanti nel governo municipale e nel mondo imprenditoriale, per poi poter lanciare la propria attività nel settore edilizio.
Nel 1995 fondò la Chongqing Zhongjianke Real Estate Co Ltd, con un investimento iniziale di 10 milioni di yuan. Nello stesso anno, assieme al marito Cai Kui, cambiò il nome della compagnia in Longfor Properties. L'impresa si espanse velocemente, aprendo attività nelle altre città principali della Cina quali Chengdu, Pechino, Shanghai, Changzhou e Dalian.
Migliorò la sua preparazione frequentando la Cheung Kong Graduate School of Business nel 2007. La Longfor Properties andò sul listino della Borsa di Hong Kong nel 2009, con investitori quali il governo di Singapore, la Ping An Insurance e la Temasek Holdings.